# Ronde van Polen 2017
De 74e editie van de wielerwedstrijd Ronde van Polen vond in 2017 plaats van 29 juli tot en met 4 augustus. De start vond plaats in Krakau, de finish was in Bukowina Tatrzańska. De ronde maakte deel uit van de UCI World Tour 2017. De winnaar was Dylan Teuns die Tim Wellens opvolgde als winnaar. Hij werd ook de vijfde Belg die de ronde won na Roger Diercken (1960), Andre Delcroix (1974), Johan Vansummeren (2007) en Tim Wellens (2016).

## Deelnemende ploegen
Naast de achttien World Tour teams namen drie Pro Continentale teams en een nationale selectie deel. Het toegestaande aantal wielrenners ging van 8 naar 7 per team, hierdoor bestond het aantal deelnemers uit 153 wielrenners.
| 18 UCI World Tour-ploegen | 18 UCI World Tour-ploegen | 18 UCI World Tour-ploegen | 4 wildcards           |
| ------------------------- | ------------------------- | ------------------------- | --------------------- |
| AG2R La Mondiale          | Dimension Data            | Orica-Scott               | Nationale Ploeg Polen |
| Astana                    | FDJ                       | Quick-Step Floors         | CCC Sprandi Polkowice |
| Bahrein-Merida PCT        | Katjoesja Alpecin         | Sky                       | Gazprom-RusVelo       |
| BMC Racing Team           | LottoNL-Jumbo             | Sunweb                    | Novo Nordisk          |
| BORA-hansgrohe            | Lotto Soudal              | Trek-Segafredo            |                       |
| Cannondale-Drapac         | Movistar                  | UAE Team Emirates         |                       |
|                           |                           |                           |                       |
|                           |                           |                           |                       |

## Etappe-overzicht
| etappe | datum      | start              | finish              | type       | afstand | winnaar          | klassementsleider |
| ------ | ---------- | ------------------ | ------------------- | ---------- | ------- | ---------------- | ----------------- |
| 1e     | 29 juli    | Krakau             | Krakau              | Heuvelrit  | 130 km  | Peter Sagan      | Peter Sagan       |
| 2e     | 30 juli    | Tarnowskie Góry    | Katowice            | Vlakke rit | 142 km  | Sacha Modolo     | Danny van Poppel  |
| 3e     | 31 juli    | Jaworzno           | Szczyrk             | Bergrit    | 161 km  | Dylan Teuns      | Peter Sagan       |
| 4e     | 1 augustus | Zawiercie          | Zabrze              | Heuvelrit  | 238 km  | Caleb Ewan       | Peter Sagan       |
| 5e     | 2 augustus | Nagawczyna         | Rzeszów             | Bergrit    | 130 km  | Danny van Poppel | Peter Sagan       |
| 6e     | 3 augustus | Wieliczka-zoutmijn | Zakopane            | Bergrit    | 189 km  | Jack Haig        | Dylan Teuns       |
| 7e     | 4 augustus | Terma Bukowina     | Bukowina Tatrzańska | Bergrit    | 132 km  | Wout Poels       | Dylan Teuns       |

## Eindklassementen
| Algemeen klassement |                    |                  |           |
| Plaats              | Naam               | Ploeg            | Tijd      |
| Gele trui           | Dylan Teuns        | BMC Racing Team  | 27u07'47" |
| 2                   | Rafał Majka        | BORA-hansgrohe   | +2"       |
| 3                   | Wout Poels         | Team Sky         | +3"       |
| 4                   | Wilco Kelderman    | Team Sunweb      | +10"      |
| 5                   | Adam Yates         | Orica-Scott      | +13"      |
| 6                   | Domenico Pozzovivo | AG2R La Mondiale | +23"      |
| 7                   | Sam Oomen          | Team Sunweb      | +36"      |
| 8                   | Jack Haig          | Orica-Scott      | +57"      |
| 9                   | Vincenzo Nibali    | Bahrein-Merida   | +1'19"    |
| 10                  | Rui Costa          | UAE Emirates     | +1'22"    |

| Puntenklassement |                   |                 |        |
| Plaats           | Naam              | Ploeg           | Punten |
| Witte trui       | Peter Sagan       | BORA-hansgrohe  | 88     |
| 2                | Wout Poels        | Team Sky        | 51     |
| 3                | Niccolò Bonifazio | Bahrein-Merida  | 51     |
|                  |                   |                 |        |
| 7                | Dylan Teuns       | BMC Racing Team | 45     |

| Bergklassement |                |                    |        |
| Plaats         | Naam           | Ploeg              | Punten |
| Paarse trui    | Diego Rosa     | Team Sky           | 68     |
| 2              | Antwan Tolhoek | Team LottoNL-Jumbo | 38     |
| 3              | Maxime Monfort | Lotto Soudal       | 37     |

Mannen: 1928 · 
1929 · 
1930-1932 · 
1933 · 
1934-1936 · 
1937 · 
1938 · 
1939 · 
1940-1946 · 
1947 · 
1948 · 
1949 · 
1950-1951 · 
1952 · 
1953 · 
1954 · 
1955 · 
1956 · 
1957 · 
1958 · 
1959 · 
1960 · 
1961 · 
1962 · 
1963 · 
1964 · 
1965 · 
1966 · 
1967 · 
1968 · 
1969 · 
1970 · 
1971 · 
1972 · 
1973 · 
1974 · 
1975 · 
1976 · 
1977 · 
1978 · 
1979 · 
1980 · 
1981 · 
1982 · 
1983 · 
1984 · 
1985 · 
1986 · 
1987 · 
1988 · 
1989 · 
1990 · 
1991 · 
1992 · 
1993 · 
1994 · 
1995 · 
1996 · 
1997 · 
1998 · 
1999 · 
2000 · 
2001 · 
2002 · 
2003 · 
2004 · 
2005 · 
2006 · 
2007 · 
2008 · 
2009 ·
2010 ·
2011 ·
2012 ·
2013 ·
2014 ·
2015 ·
2016 ·
2017 ·
2018 ·
2019 ·
2020 · 2021 · 2022 · 2023 · 2024 · 2025
Vrouwen: 1998 · 1999 · 2000 · 2001 · 2002 · 2003 · 2004 · 2005 · 2006 · 2007 · 2008 · 2009-2015 · 2016 · 2017-2023 · 2024 · 2025
 Tour Down Under ·
 Great Ocean Road Race ·
 Abu Dhabi Tour ·
 Omloop Het Nieuwsblad ·
 Strade Bianche ·
 Parijs-Nice · 
 Tirreno-Adriatico · 
 Milaan-San Remo ·
 Ronde van Catalonië ·
 Dwars door Vlaanderen ·
 E3 Harelbeke ·
 Gent-Wevelgem ·
 Ronde van Vlaanderen ·
 Ronde van Baskenland ·
 Parijs-Roubaix ·
 Amstel Gold Race ·
 Waalse Pijl ·
 Luik-Bastenaken-Luik ·
 Ronde van Romandië ·
 Rund um den Finanzplatz Eschborn-Frankfurt ·
 Ronde van Italië ·
 Ronde van Californië ·
 Critérium du Dauphiné ·
 Ronde van Zwitserland ·
 Ronde van Frankrijk ·
 Clásica San Sebastián ·
 Ronde van Polen ·
 RideLondon Classic ·
  BinckBank Tour ·
 Ronde van Spanje ·
 EuroEyes Cyclassics ·
 Bretagne Classic ·
 GP van Quebec ·
 GP van Montreal ·
 Ronde van Lombardije ·
 Ronde van Turkije ·
 Ronde van Guangxi